# Soul Brothers
Soul Brothers — студийный альбом Рэя Чарльза и Милта Джексона, выпущенный в 1958 году на Atlantic Records.
Альбом был переиздан двухдисковым изданием вместе с диском Чарльза/Джексона Soul Meeting, включая дополнительные треки из той же сессии записи, не вошедшие в оригинальное издание LP.

## Список композиций
Все песни написаны Рэем Чарьзом если ен указано иное.

### Оригинальное издание LP
LP сторона A
1. «Soul Brothers» (Джонс) — 9:34
2. «How Long Blues» (Карр) — 9:15
LP сторона B
1. «Cosmic Ray» — 5:21
2. «Blue Funk» — 8:09
3. «Bag’s Guitar Blues» (Джексоном) — 6:23 [моно версия LP]
3. «'Deed I Do» (Хирч, Роуз) — 5:50 [стерео версия LP]

### Переиздание на 2-х CD
CD disk 1
1. «How Long Blues» (Карр) — 9:16
2. «Cosmic Ray» — 5:23
3. «The Genius After Hours» — 5:24
4. «Charlesville» — 4:55
5. «Bags Of Blues» (Джексон) — 8:50
6. «'Deed I Do» (Хирч, Роуз) — 5:50
7. «Blue Funk» — 8:05

CD disk 2
1. «Soul Brothers» (Джонс) — 9:34
2. «Bag’s Guitar Blues» (Джексон) — 6:27
3. «Soul Meeting» (Джексон) — 6:04
4. «Hallelujah, I Love Her So» — 5:29
5. «Blue Genius» — 6:40
6. «X-Ray Blues» — 8:10
7. «Love On My Mind» — 3:45

## Участники записи
- Рэй Чарльз — фортепиано, электрическое фортепиано, альтовый саксофон
- Милт Джексон — фортепиано, вибрафон
- Билли Митчелл — теноровый саксофон
- Конни Кэй — ударные
- Оскар Питтифорд — контрабас
- Скитер Бест — гитара